# Noble Automotive
Pour les articles homonymes, voir Noble (homonymie).
Noble Automotive Ltd, plus communément appelée Noble, est un constructeur automobile britannique spécialisé dans les voitures de sport.

## Historique
L'entreprise a été créée en 1999 par Lee Noble (en) à Leeds, dans le West Yorkshire pour la fabrication de voitures de sport à propulsion et à moteurs en position centrale arrière. Lee Noble a été à la fois le concepteur en chef et le propriétaire de Noble. Après avoir vendu l'entreprise en août 2006, il a fini par en démissionner en février 2008. En 2009, il a annoncé la création de sa nouvelle entreprise, Fenix Automotive. La compagnie a depuis déménagé pour de plus grands locaux à Meridian Business Park, près de Leicester.

## Production
Noble est un constructeur britannique de voitures de sport à faible volume de production ; ses produits incluent les GTO M12, M12 GTO-3, M12 GTO-3R et Noble M400. Les modèles M12 GTO-3R et M400 partagent les mêmes châssis et carrosseries, et présentent des différences mineures dans les motorisations et les suspensions. Le corps et le châssis de la Noble sont construits par Hi-Tech Automotive à Port Elizabeth (Afrique du Sud), sur les mêmes chaînes que les voitures Superformance. Une fois l'ensemble châssis-carrosserie prêt, il est envoyé à l'usine Noble où le moteur, la transmission, etc. sont ajoutés.
En 2009, Noble signe son entrée dans la catégorie des hypervoitures en dévoilant la M600. Avec les 650 ch développés par son moteur V8 4.4 L biturbo spécialement construit par Yamaha et sa structure légère en fibre de carbone, la voiture vise clairement à concurrencer les modèles de Ferrari ou de Porsche.

### Ventes aux États-Unis
Seulement 220 Noble GTO-3R et M400s ont été importées aux États-Unis. Ce sont les seuls modèles de la marque disponibles sur le marché américain. Les droits de distribution aux États-Unis de la M12S et M400s ont été vendus en février 2007 à 1G Racing dans l'Ohio. En raison de la forte demande pour ces voitures, 1G a sorti sa propre copie, appelé Q1 Rossion.

## Catalogue

### Noble M10 (1999–2000)
La Noble M10 est un strict cabriolet deux portes et deux places. Il est motorisé par un bloc atmosphérique de 2,5 L. Il a été introduit en 1999 et remplacé dès l'année suivante par la M12. De fait, seuls quelques exemplaires ont été produits.

### Noble M12 (2000–2008)

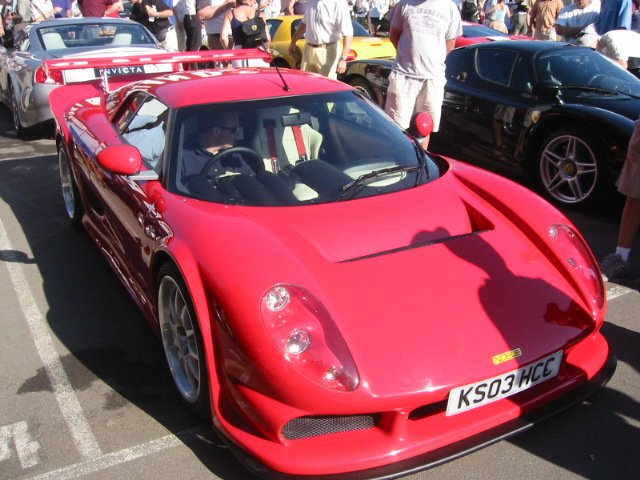
Noble M12 GTO-3R au Festival de vitesse de Goodwood 2003

Comme la Noble M10, la Noble M12 est un véhicule à deux portes et deux places, prévu dès le départ en versions coupé et cabriolet. Tous les exemplaires furent motorisés par une version spéciale du bloc Ford Duratec V6 atmo.
La M12 est construite autour d'une cage de sécurité en acier, avec un cadre en acier et une coque en fibre de verre, ce qui en fait une voiture à la fois très légère et très rigide, efficace tant sur route que sur piste. Le coupé a ensuite connu 3 variantes.
Noble M12 GTO : 2,5 L bi-turbo 310 ch (231 kW)
Noble M12 GTO-3 : 3,0 L bi-turbo 352 ch (262 kW)
Noble M12 GTO-3R : 3,0 L bi-turbo 352 ch (262 kW).
La brochure officielle de la M12 GTO-3R la donnait à 3,7 secondes le 0 à 97 km/h), alors que la revue Road and Track a d'abord indiqué 3,3 secondes, remplacées ensuite par 3,5 secondes. Sa vitesse maximale atteint 273 km/h. L'accélération latérale est estimée à 1,2 G minimum.

### Noble M400

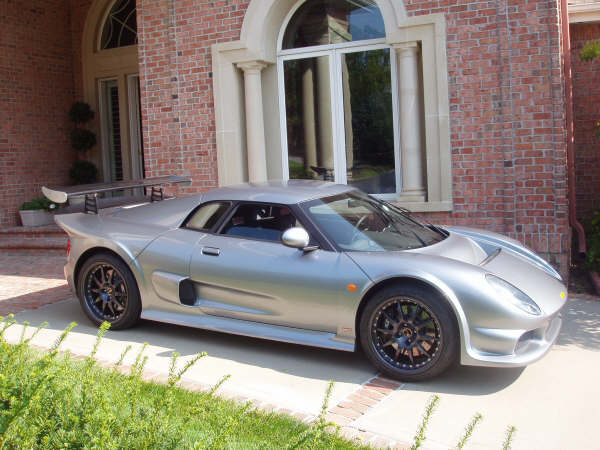
Noble M400

La M400 est la version course de la M12. Elle présente un rapport puissance-poids de plus de 400 ch/t, d'où le nom du modèle. La M400 développe 425 ch (317 kW) et elle peut réaliser un 0 à 97 km/h en 2,97 secondes. Un essai publié dans Car and Driver de mars 2007 donne un temps de 3,3 s pour atteindre 97 km/h et un temps de 7,52 s pour atteindre 161 km/h. La M400 fait partie à ce titre des voitures disposant de l'accélération la plus importante. Plus simplement, Noble indique que ce modèle est capable d'accélérer de 0 à 97 km/h en moins de 4 s. Sa vitesse maximale est de 300 km/h. L'accélération latérale dépasse 1,2 G. Le véhicule est équipé à la fois d'un ceinture de sécurité 3 points et d'un harnais 5 points.
La différence la plus notable entre la M400 et la M12 est l'utilisation de pistons forgés, des turbocompresseurs T28, une barre anti-roulis à l'avant, des ressorts plus fermes, des amortisseurs différents, des pneumatiques Pirelli P Zero, un levier de vitesses plus agréable, et un tunnel de transmission plus étroit, le siège du conducteur étant placé plus au centre comparé au précédents modèles. Les différences extérieures sont plus subtiles : le choix de couleurs incorpore le plus souvent du gris anthracite pour les roues, les supports et les extrémités de l'aileron arrière, mais sur certains exemplaires ces éléments sont de couleur argentée. De base, le déflecteur d'air avant a été supprimé, mais beaucoup de propriétaires l'ont choisi en pré-monte sur leur exemplaire. Le changement le plus important est l'ajout de pontons latéraux pour augmenter le flux d'air entrant tout en améliorant l'aspect visuel. L'air conditionné est proposé en option payante. Le tableau de bord accueille un manomètre de pression d'huile, placé à côté du manomètre de pression du turbo. Les différences comprennent aussi les sièges Sparco en Alcantara (trois fois plus léger que le cuir) et les finitions spécifiques. En 2005, la M400 a été élue par une publication[Laquelle ?] « Voiture de l'année ». Bien que conçue pour la piste, la M400 est tout aussi plaisante à conduire sur route. Avec seulement 75 exemplaires construits pour l'Europe, ce véhicule est très rare et très recherché.

### Noble M14
La Noble M14 est dévoilée en 2004 au Salon de l'automobile de Londres, et elle éveilla l'intérêt de la presse spécialisée. Elle se présentait comme une concurrente de la Porsche 911 Turbo et de la Ferrari F430. Elle était basée sur le châssis de la M12, auquel quelques modifications mineures ont été apportées. Elle bénéficiait par contre d'une nouvelle carrosserie et d'un intérieur modernisé. Après le lancement de la voiture et malgré les commandes déjà reçues, Lee Noble constata que les différences par rapport à la M12 ou la M400 n'étaient pas suffisamment importantes pour justifier le prix supérieur demandé. En conséquence de cela, Noble entreprit le développement d'un tout nouveau modèle, la M15, qui ne reprenait plus que quelques composants avec la M12 et la M14.

### Noble M15

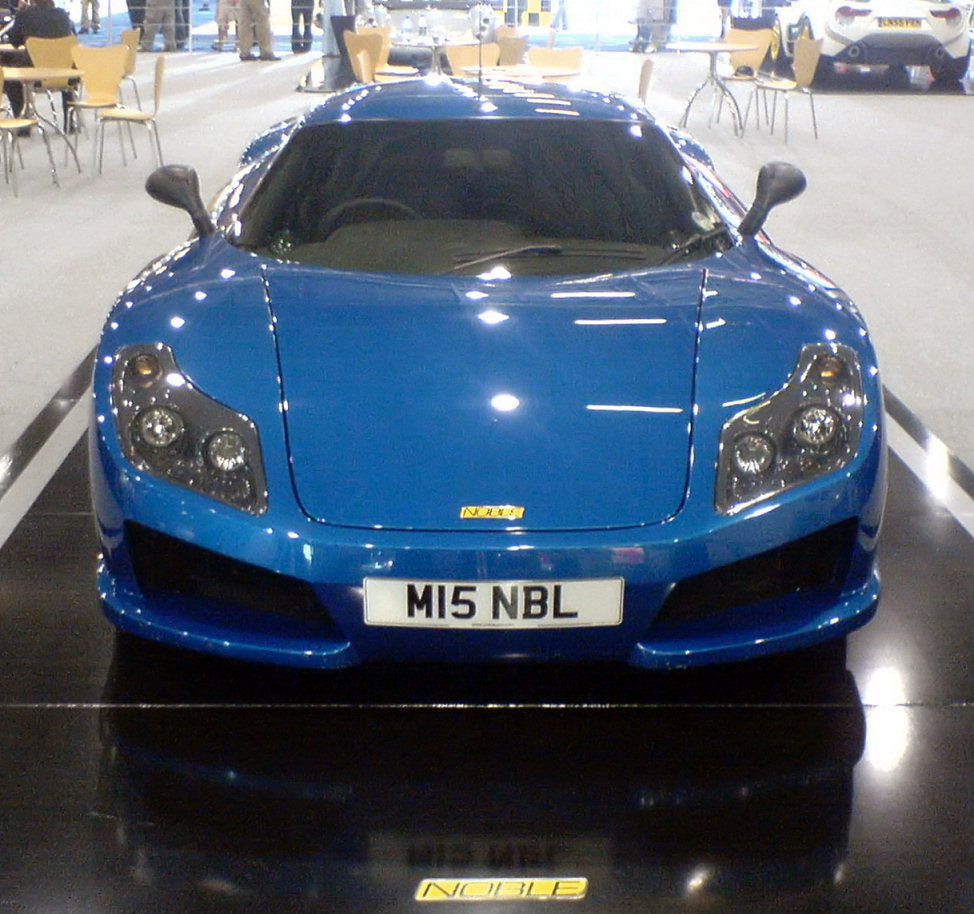
Noble M15

La sortie de la M15 était initialement prévue pour début 2006, mais dut être repoussée. Elle avait pour objectif de couvrir un marché beaucoup plus large que les précédents modèles et entrer en concurrence avec la Porsche 911 Turbo et la Ferrari F430, ce qui impliquait un niveau d'équipement plus important que ce qui était proposé jusqu'alors, avec notamment l'inclusion d'équipements supplémentaires tels que le GPS, les systèmes d'antipatinage, les fenêtres électriques ou l'ABS. Noble annonça que finalement repousser la sortie de la M15 après celle de la M600, et le résultat final sera totalement différent du modèle présenté en 2006.
Même handicapée par un poids supérieur en raison des équipements supplémentaires et du surplus de confort par rapport aux autres productions Noble, la M15 s'est révélée plus rapide que la M400 sur circuit. Elle accélère de 0 à 100 km/h en 3.3 s et sa vitesse maximale atteint 298 km/h.
La M15 a bénéficié d'une toute nouvelle plateforme sur laquelle le moteur monté était posé longitudinalement, rélié à une boîte de vitesses conçue spécialement par la firme italienne Graziano Trasmissioni. La suspension à double triangulation est une évolution de la suspension de la M400. Le montage longitudinal du moteur V6 3.0 L biturbo a rendu son refroidissement plus efficace, avec à la clé une puissance fournie de 461 ch (339 kW). Le moteur a été conçu pour satisfaire aux normes de pollution de l'époque et la carrosserie en acier et aluminium spécialement dimensionnée pour résister aux crash-tests partout dans le monde. La M15 devait être la première Noble à obtenir les certifications européenne et américaine en même temps. 
Le fondateur Lee Noble déclara à ce propos : « Mon objectif et de produire un véhicule qui pouvait être utilisé tous les jours. Il était grand temps pour Noble de faire le grand pas en termes de raffinement, de praticité et de style ».
La M15 a eu les honneurs de l'émission Top Gear en 2008 (8e saison, 8e épisode). Le présentateur fut très impressionné. La voiture était plus rapide que les précédents modèles Noble testés. Selon Hammond, les meilleures performances pouvaient être attribuées pour une grande part à la nouvelle boîte de vitesses, qui permet de transmettre plus de couple et permet au moteur de produire plus de puissance. Le Stig a réalisé au volant de la M15 un temps au tour de 1 min 22 s 5.

### Noble M600

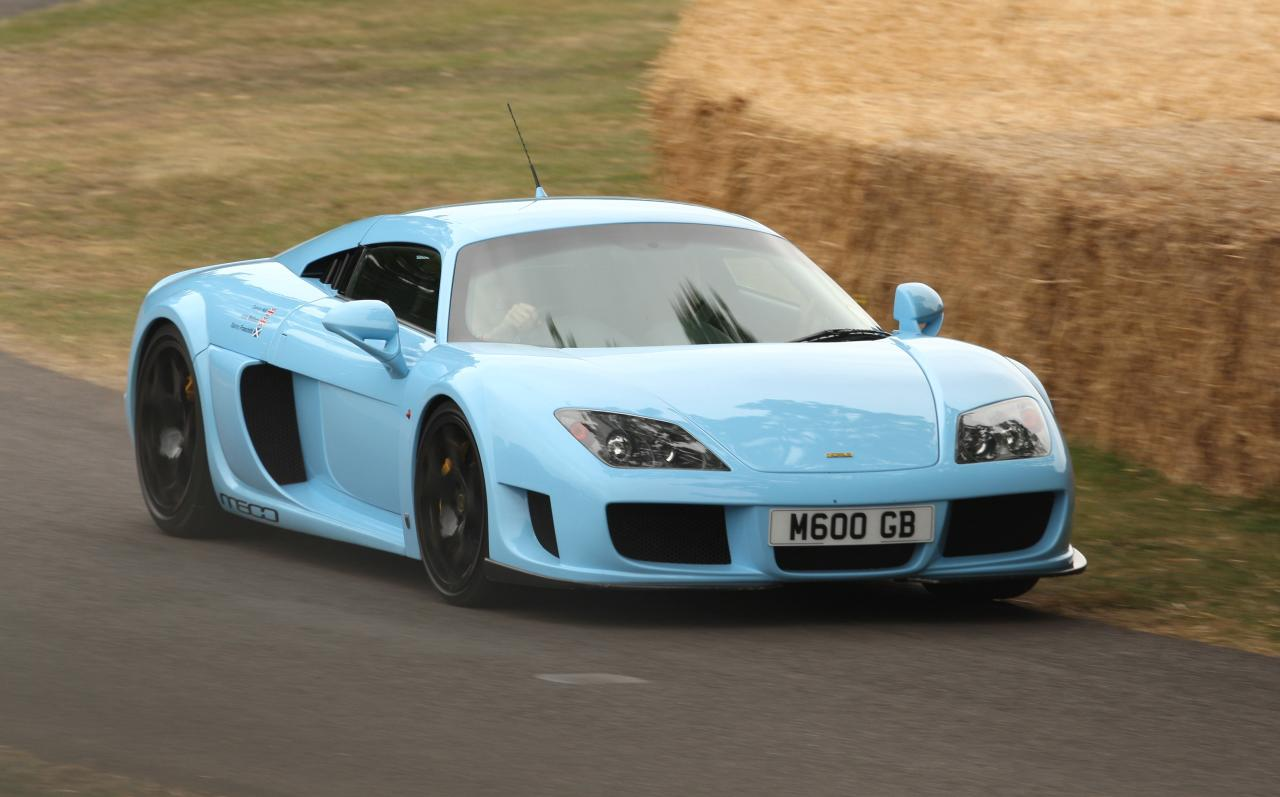
Noble M600

Noble produit depuis 2011 un nouveau modèle de supercar, la M600, motorisée par un bloc Volvo V8 biturbo développant 650 ch (485 kW) entraînant une boîte de vitesses à 6 rapports d'origine Yamaha et dotée d'une carrosserie en fibre de verre, pour un poids total de 1 300 kg, ce qui la classe dans la même catégorie que la Ferrari F430. Elle accélère de 0 à 100 km/h en 2,5 s et de 0 à 161 km/h en 7.5 s. Son grip lui permet d'atteindre une accélération latérale de 1 G sur Skidpad. Elle est munie de disques de freins en acier. Il est à noter qu'elle n'est équipée ni d'ABS, ni d'ESP et ni d'antipatinage, ce qui en fait une voiture de pur pilotage. Le niveau de production prévu est de 50 exemplaires par an.
Noble a publiquement testé un prototype de M600 aux États-Unis, comparant ses performances à celles d'une Porsche Carrera GT et d'une Ferrari Enzo. Ce prototype a été débridé pour atteindre 500 ch (373 kW).
La M600 fut aussi testée par Jeremy Clarkson dans le 5e épisode de la 14e saison (2002) de Top Gear. Il s'est plaint de l'absence de certains équipements mais il était aussi surpris par sa puissance et ses accélérations. Le Stig put réaliser avec la voiture un temps de 1 min 17 s 7 sur la piste d'essai de Top Gear. Réalisé dans des conditions défavorables (journée froide et pluvieuse), ce temps permit quand même à la M600 de s'emparer de la 8e position, derrière l'Ariel Atom 500, la McLaren MP4-12C, la Lamborghini Aventador, la Bugatti Veyron Super Sport, la Gumpert Apollo, la Ascari A10 et la Koenigsegg CCX, et devant des voitures très connues comme la Bugatti EB 16.4 Veyron et la Pagani Zonda F Roadster.
La M600 apparut aussi dans Top Gear (18e saison) où elle participa (pilotée par Richard Hammond) à un challenge contre une Lamborghini Aventador (pilotée par Jeremy Clarkson) et une McLaren MP4-12C (pilotée par James May). Le challenge consistait à rallier en Italie la ville de Rome depuis la ville de Lecce. Au cours du trajet, le trio s'est arrêté au circuit de Nardò pour tester la capacité de chacun à pousser son véhicule dans ses dernières limites. Après avoir repris la route vers Rome, la boîte de vitesses de la M600 tomba en panne, et la voiture dut être emmenée à un garage pour réparation. Hammond put ensuite rejoindre ses compagnons et poursuivre le challenge, mais au bord d'une autre M600, fournie par Noble. Ce deuxième véhicule avait le volant à droite et était de couleur noire alors que le véhicule de départ avait le volant à gauche et était de couleur rouge comme les deux autres véhicules du challenge.
La version US de Top Gear s'intéressa aussi à la M600. En 2012, dans le dernier épisode de la 2e saison, Tanner Foust entreprit la mission de déterminer la vitesse maximale de 3 supercars : la M600, la Lamborghini Gallardo Superleggera et l'Audi R8. La M600 fut la plus rapide, devant la Lamborghini et enfin l'Audi. Il réalisa son test de vitesse maximale sur la piste d'atterrissage d'une base aérienne de l'US Air Force et la voiture atteignit 346 km/h. L'appréciation de Tanner sur la voiture est globalement favorable, mettant en exergue son important rapport puissance/poids. Il déclara qu'en raison de l'absence d'aide à la conduite constitue « une des plus pures expériences de pilotage ». Il déclara en conclusion que « ma M600 a prouvé qu'elle méritait largement sa place parmi l'élite des supercars ».
Dans un épisode de la 17e saison du magazine télévisé Fifth Gear, le présentateur et ancien pilote Jason Plato atteignit sur une M600 la vitesse de 330 km/h.
Sur une vidéo publiée sur la chaîne DRIVE de YouTube, le journaliste spécialiste de l'automobile Chris Harris (en) frola la vitesse de 340 km/h sur la célèbre Boucle Nord (Nordschleife) du Nürburgring.
En juin 2012, le site spécialisé atfullchat.com a publié le rendu photographique d'un projet de M600 roadster, qualifié par Noble de simple exercice de style.

### Noble M500
La Noble M500 a été présentée pour la première fois lors du Festival of Speed de Goodwood en 2018 sous la forme d'un concept presque définitif
Destinée à être positionnée un cran en dessous de l'extrême M600, la nouvelle Noble M500 possède toutes les qualités requises pour rivaliser à armes égales avec toutes les autres sportives de son rang, Maserati MC20 et autres Porsche 911 GTS, pour ne citer qu'elles.
Tout en conservant les proportions d'une supercar dotée d'un moteur central, la M500 possède un look complètement différent de celui de la M600. Il y a néanmoins de nombreux points communs entre les deux modèles, à commencer par la structure en fibre de carbone partagée à 70 % avec la M600.
La M500 est propulsée par le même V6 3,5 litres bi-turbo que la Ford GT, la M500 développant néanmoins 89 chevaux de moins que la supercar américaine avec 558 chevaux sous le capot. Le moteur est indexé à une boîte de vitesses manuelle à six rapports.